# Aleksandr Usov
Aleksandr Usov, född den 2 mars 1976, är en rysk före detta friidrottare som tävlade i kortdistanslöpning.
Usovs främsta meriter har kommit som en del av ryska stafettlag på 4 x 400 meter. Han ingick i stafettlaget som blev silvermedaljörer vid inomhus-VM 2004 i Budapest. Året efter blev han bronsmedaljör i stafett vid inomhus-EM 2005 i Madrid.

## Personligt rekord
- 400 meter - 46,28